# Les Ventes-de-Bourse
Les Ventes-de-Bourse là một xã thuộc tỉnh Orne trong vùng Normandie tây bắc nước Pháp. Xã này nằm ở khu vực có độ cao trung bình 143 mét trên mực nước biển.